# Esthemopsis macara
Esthemopsis macara is een vlindersoort uit de familie van de prachtvlinders (Riodinidae), onderfamilie Riodininae.
Esthemopsis macara werd in 1902 beschreven door Grose-Smith.